# Мышкино (Бокситогорский район)
Мышкино — деревня в Ефимовском городском поселении Бокситогорского района Ленинградской области.

## История
Деревня Мышкина упоминается на карте Новгородского наместничества 1792 года А. М. Вильбрехта.

Мышкино — деревня, по X-ой ревизии 1857 года принадлежит Белавиной: число хозяйств — 2, в них жителей: 7 м. п., 10 ж. п., всего 17 чел.;

Мышкино — деревня, по земской переписи 1895 года: крестьяне бывшие Белавиной: число хозяйств — 5, в них жителей: 22 м. п., 20 ж. п., всего 42 чел.

В конце XIX — начале XX века деревня административно относилась к Соминской волости 1-го земского участка 3-го стана Устюженского уезда Новгородской губернии.

Мышкино — деревня Журавлёвского общества, число дворов — 10, число домов — 14, число жителей: 45 м. п., 41 ж. п.;Занятие жителей: земледелие, лесные заработки. (1910 год)

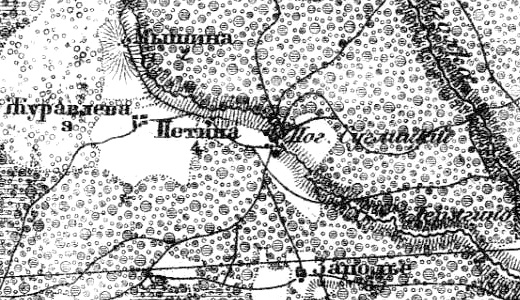
Деревня Мышкино на карте 1917 года

Согласно военно-топографической карте Новгородской губернии издания 1917 года деревня называлась Мышина и насчитывала 7 крестьянских дворов.
По данным 1933 года деревня Мышкино входила в состав Журавлёвского сельсовета Ефимовского района.
По данным 1966, 1973 и 1990 годов деревня Мышкино входила в состав Журавлёвского сельсовета Бокситогорского района.
В 1997 году в деревне Мышкино Журавлёвской волости проживали 24 человека, в 2002 году — 18 человек (все русские).
В 2007 году в деревне Мышкино Климовского СП проживали 19 человек, в 2010 году — 11.
В мае 2019 года Климовское сельское поселение вошло в состав Ефимовского городского поселения.

## География
Деревня расположена в центральной части района к западу от автодороги 41К-030 (Красная Речка — Турандино).
Расстояние до деревни Климово — 23 км.
Расстояние до ближайшей железнодорожной станции Ефимовская — 24 км.
Деревня находится на правом берегу реки Суглинка.

## Демография
| 1997 | 2002 | 2007 | 2010 | 2017 |
| ---- | ---- | ---- | ---- | ---- |
| 24   | ↘18  | ↗19  | ↘11  | ↗17  |

## Инфраструктура
На 1 января 2013 года в деревне числилось 8 домохозяйств.